# Turistická značená trasa 3953

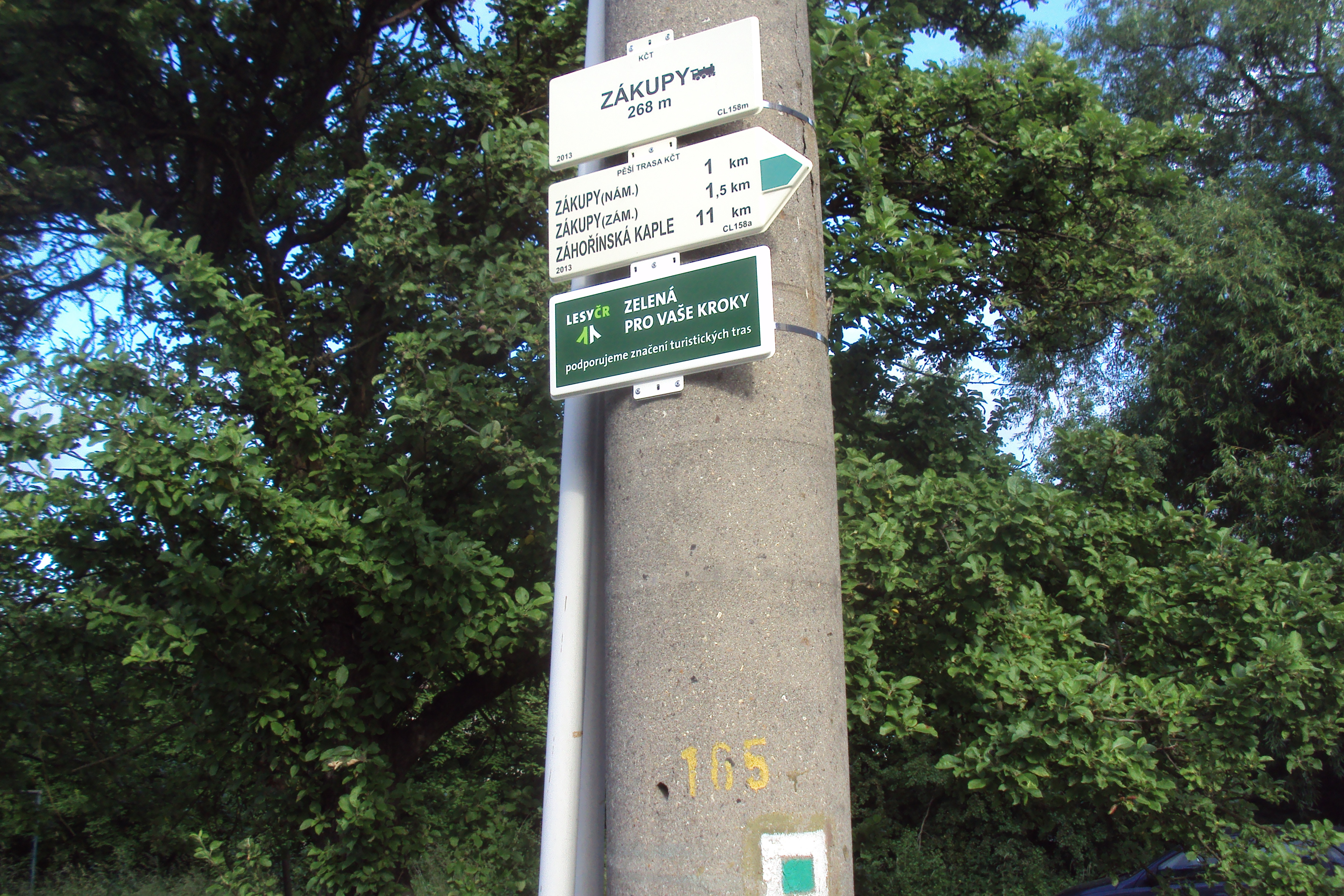
Začátek trasy v Zákupech u nádraží

Turistická značená trasa 3953 byla zeleně vyznačená trasa ze Zákup k záhořínské kapli sv. Františka z Assisi vytvořená Klubem českých turistů o délce 11 km východně od České Lípy. Jejími nejznámějšími objekty na trase jsou zámek v Zákupech a Svojkov s Modlivým dolem a skalním hradem Svojkov. Cestou se nabízí několik dalekých výhledů na Zákupskou pahorkatinu i České středohoří. Rozcestníky po trase jsou doplněny tabulkou hlavního sponzora značení Lesy České republiky. Mezi začátkem a koncem trasy byl výškový rozdíl 140 metrů. Trasa byla později prodloužena až do Sloupu v Čechách.

## Popis trasy

### Část do Svojkova
Začátek trasy je u železniční zastávky Zákupy (260 m n. m.) na katastru Zákupy č.790 567. Odtud vede podél trati na Liberec Nádražní ulicí do středu města na náměstí Svobody s morovým sloupem a radnicí. Přes křižovatku vede i cyklotrasa 3045. V Zákupech je i naučná stezka, ale s touto zelenou se nestýká. Na náměstí se zelená trasa zatočí doleva Borskou ulicí k zámku Zákupy (1,5 km), mine jej směrem po silnici na Nový Bor až na křižovatku silnic s možností odbočení na Brniště. Zelená z křižovatky odbočuje doleva, o 100 metrů dále odbočuje do lesa. Pokračuje přes Mariánskou výšinu na její vrchol Oboru (výška 371 m n. m.) až do osady Nový Šidlov (5 km, 290 m n. m.), administrativní součásti Zákup (katastr Šidlov 790 659).

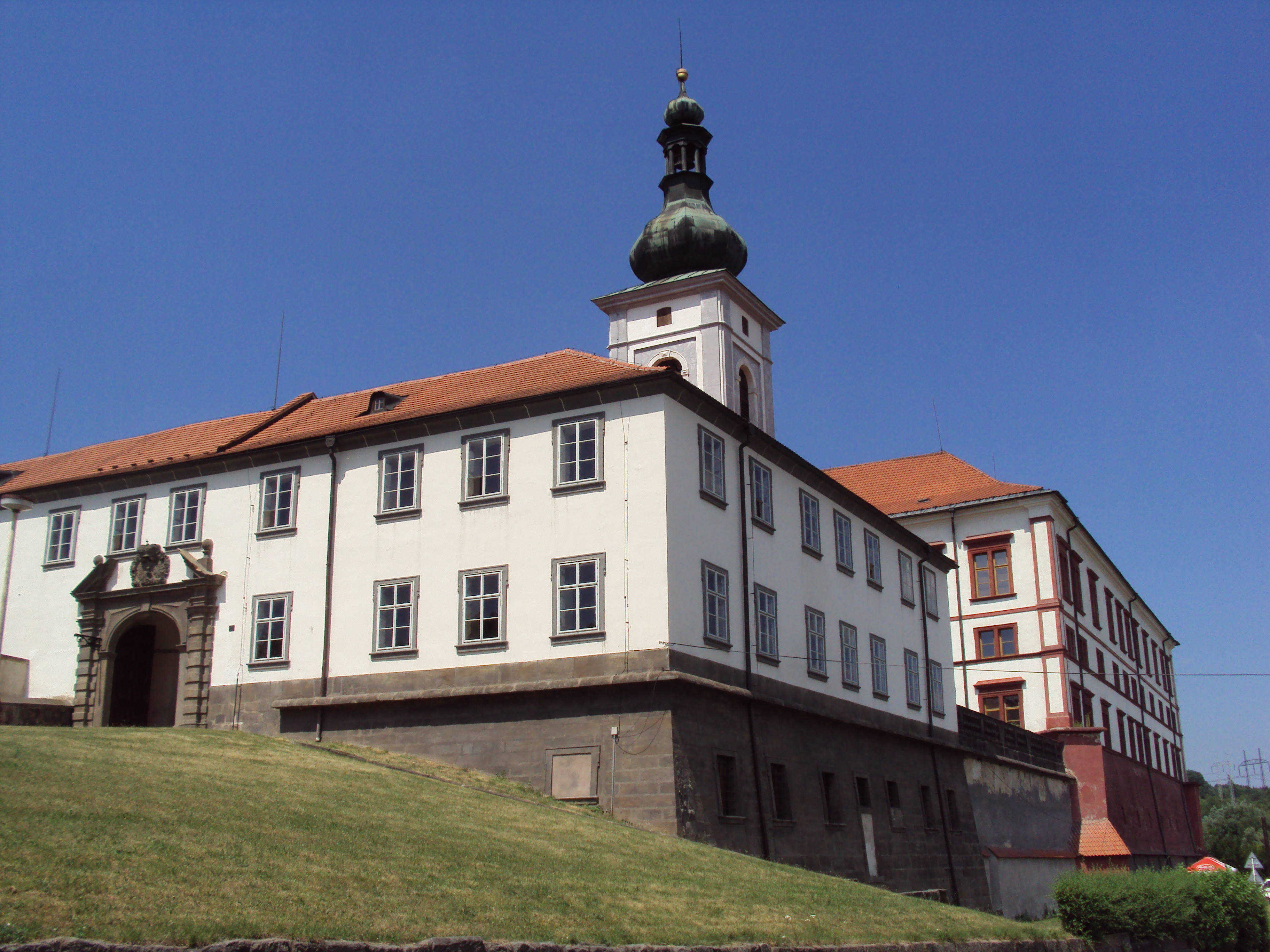
Zákupský zámek z Borské ulice procházené zelenou

Odtud vede do obce Svojkov (8 km) kolem kostela, kde se napojuje v dalších 2 km na mezinárodní pěší dálkovou trasu, červenou E10.

### Od Svojkova do cíle

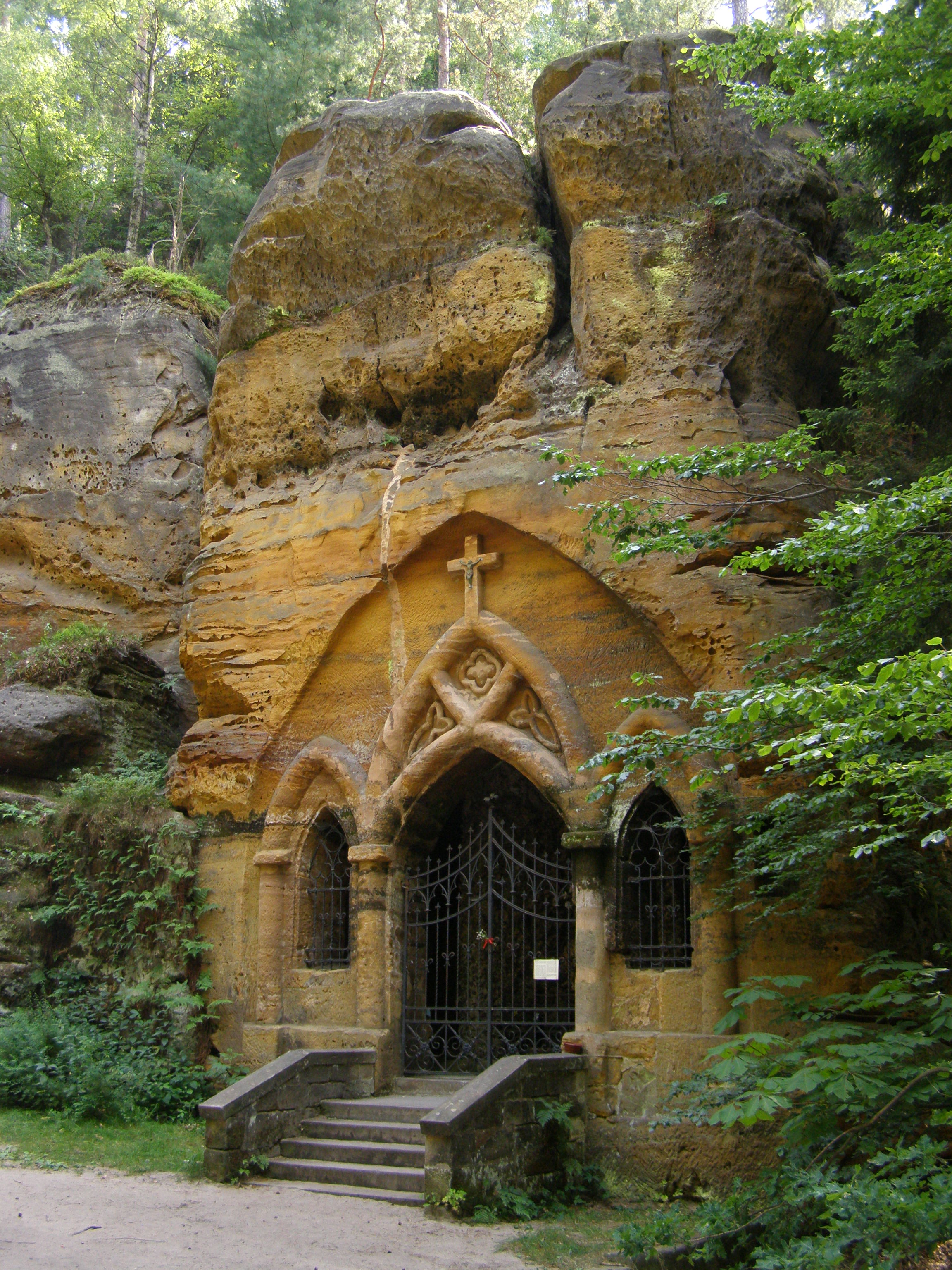
Modlivý důl

V obci je souběžně vedena i cyklotrasa 3062 a silnice ze Zákup do Sloupu v Čechách. Ve Svojkově (katastr Svojkova 761 214) je od restaurace zvané Zámeček odbočka k nedaleké zřícenině hradu Svojkov, zelená spolu s evropskou červenou odbočují doprava k Modlivému dolu (9,5 km). Z někdejší křížové cesty na této části zelené zůstaly jen zbytky. V jeho blízkosti jsou Svojkovské skály s řadou pískovcových věží a horolezeckých terénů. Za ním je rozcestí Sedlo pod Slavíčkem (440 m n.n.), kde červená odbočuje na vrchol kopce Slavíček a pak ke skalnímu hradu Sloup, zatímco zelená pokračuje dál k severu do cíle u Záhořínské kaple (11 km ve výšce 400 m n. m.). Zelená zde končila, později byla prodloužena až do Sloupu. Turisté mohou také pokračovat dál na sever po žluté trase  vedoucí od Sloupu v Čechách na kopec Ortel.

## Zajímavá místa trasy
V Zákupech popisovaná cesta prochází městskou památkovou zónou, kde cennými objekty viditelnými z trasy jsou na náměstí morový sloup (barokní Sousoší Nejsvětější Trojice z roku 1708), budova radnice z roku 1867 a budova někdejší klášterní školy Boromejek. Cesta poté podchází státní zámek Zákupy z 17. století, sídlem Habsburků, který je zařazen i s hospodářským dvorem mezi národní kulturní památky. Sousední anglická a francouzská zahrada je cenná i svými (poškozenými) balustrádami.
Zelená v poslední své třetině prochází Svojkovem, kde je ze zelené krátká odbočka na zříceniny skalního svojkovského hradu a prochází pak kolem do skal vytesaného poutního místa Modlivého dolu.

## Veřejná doprava
Cesta začíná u stanice Zákupy na železniční trati z České Lípy do Liberce (Trať 086). Jinde na trase železniční zastávka není. Je možné využít autobusových linek ČSAD Česká Lípa, které mají své zastávky u zelené trasy v Zákupech, Svojkově a v Sloupu v Čechách.

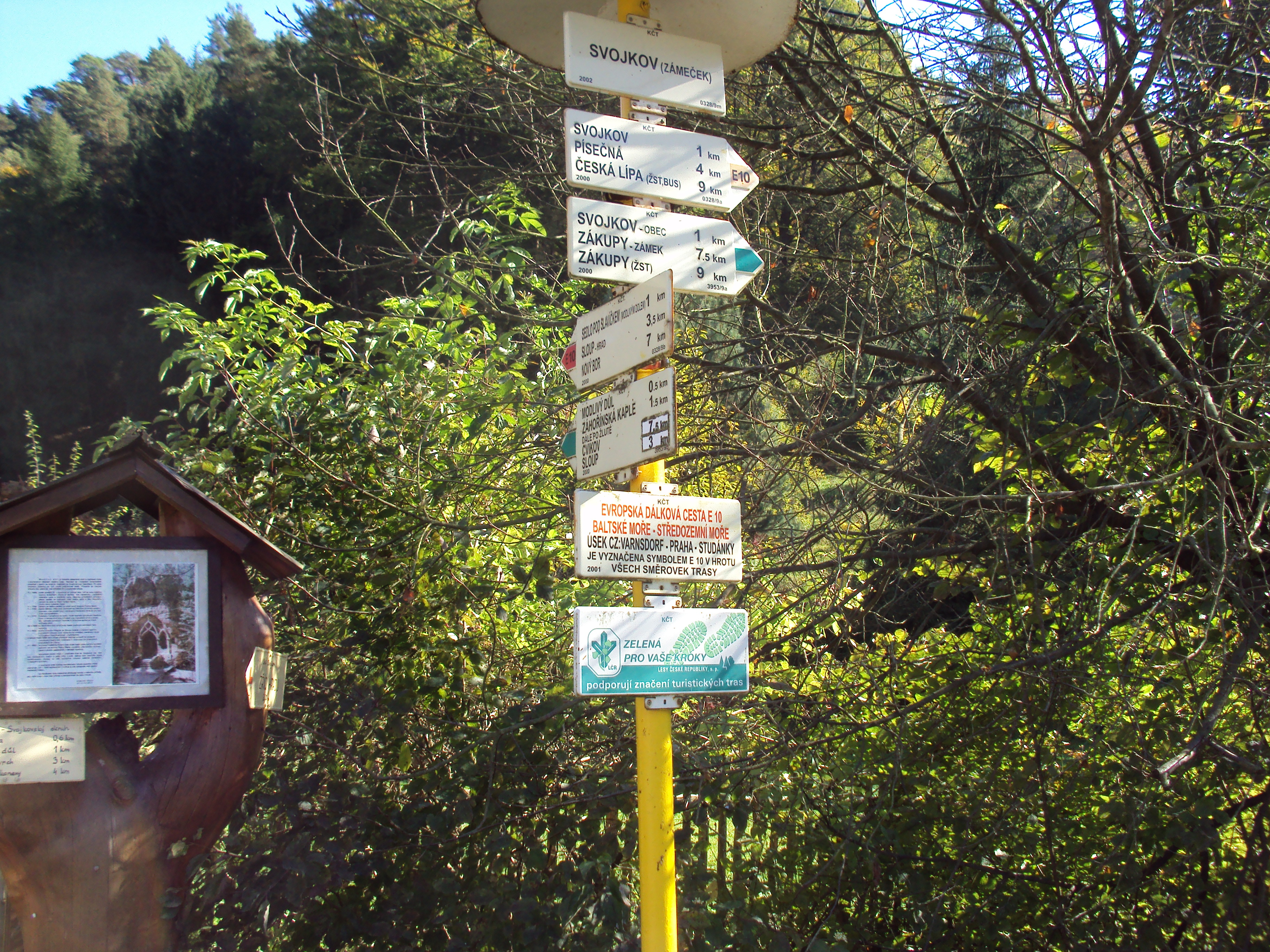
Rozcestník Zámeček ve Svojkově

## Souřadnice
- Začátek trasy v Zákupech: 50°40′54″ s. š., 14°38′5″ v. d.
- Původní konec trasy u Záhořínské kaple: 50°43′59″ s. š., 14°36′38″ v. d.